# تولیدگر چشم‌انداز

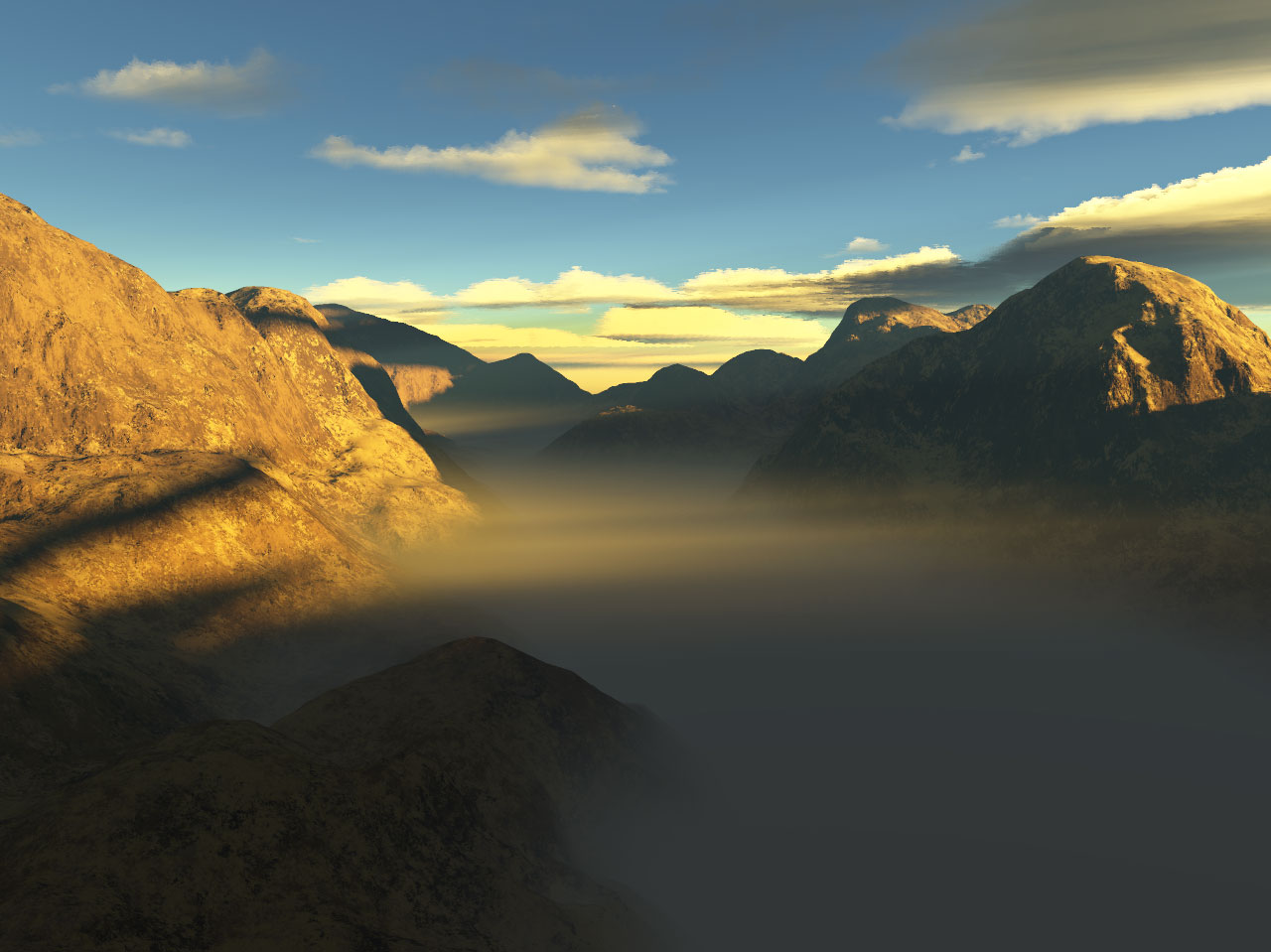
چشم‌اندازی که در Terragen ایجاد شده‌است

تولیدگر چشم‌انداز یا تولیدگر سیما (به انگلیسی: Scenery generator)، نرم‌افزاری است که برای ایجاد تصاویر چشم‌انداز، مدل‌های سه‌بعدی و پویانمایی استفاده می‌شود. این برنامه‌ها اغلب از تولید روشمندی برای تولید چشم‌اندازها استفاده می‌کنند. اگر از تولید روشمند برای ایجاد چشم‌انداز استفاده نمی‌شود، معمولاً یک هنرمند سه‌بعدی چشم‌انداز را رندر و ایجاد می‌کند. این برنامه‌ها اغلب در بازی‌های ویدیویی یا فیلم‌ها استفاده می‌شوند. عناصر اصلی چشم‌انداز ایجادشده توسط تولیدگرهای چشم‌انداز شامل زمین، آب، شاخ و برگ و ابرها هستند. فرایند تولید تصادفی پایه از یک الگوریتم مربع الماس استفاده می‌کند.